# Sonic Boom Over Europe Tour
Sonic Boom Over Europe Tour (celý název: Sonic Boom Over Europe: From the Beginning to the Boom) bylo koncertní turné americké rockové skupiny Kiss na podporu jejich 19. studiové desky Sonic Boom vydané v říjnu 2009. Turné začalo ve Velké Británii v Sheffieldu. Během turné koncertovala skupina na mnoha festivalech včetně Rock am Ring nebo Hellfestu. Odehrála také svůj první koncert na Slovensku.
Na konci července 2010 následovalo americké turné nazvané The Hottest Show on Earth Tour.

## Seznam písní
1. "Modern Day Delilah"
2. "Cold Gin"
3. "Let Me Go, Rock 'n' Roll"
4. "Firehouse"
5. "Say Yeah"
6. "Deuce"
7. "Crazy Crazy Nights"
8. "Calling Dr. Love"
9. "Shock Me" (Tommy a Eric solo)
10. "I'm an Animal"
11. "100,000 Years"
12. "I Love It Loud" (Gene chrlí krev a letí)
13. "Love Gun"
14. "Black Diamond"
15. "Detroit Rock City"

Přídavky
1. "Beth"
2. "Lick It Up"
3. "Shout It Out Loud"
4. "I Was Made for Lovin' You" (Paul letí na scénu B)
5. "God Gave Rock 'N' Roll to You II"
6. "Rock and Roll All Nite"

""Beth"" se hrála pouze na některých koncertech turné

## Turné v datech
| Datum           | Město           | Stát               | Místo konání                   |
| --------------- | --------------- | ------------------ | ------------------------------ |
| 1. května 2010  | Sheffield       | Spojené království | Sheffield Arena                |
| 2. května 2010  | Newcastle       | Spojené království | Metro Radio Arena              |
| 4. května 2010  | Liverpool       | Spojené království | Echo Arena                     |
| 5. května 2010  | Birmingham      | Spojené království | LG Arena                       |
| 7. května 2010  | Dublin          | Irsko              | 3Arena                         |
| 9. května 2010  | Glasgow         | Spojené království | SECC                           |
| 10. května 2010 | Manchester      | Spojené království | Evening News Arena             |
| 12. května 2010 | Londýn          | Spojené království | Wembley Arena                  |
| 13. května 2010 | Londýn          | Spojené království | Wembley Arena                  |
| 16. května 2010 | Zürich          | Švýcarsko          | Hallenstadion                  |
| 17. května 2010 | Ženeva          | Švýcarsko          | SEG Geneva Arena               |
| 18. května 2010 | Milán           | Itálie             | Mediolanum Forum               |
| 20. května 2010 | Vídeň           | Rakousko           | Wiener Stadthalle              |
| 21. května 2010 | Ostrava         | Česko              | ČEZ Aréna                      |
| 23. května 2010 | Praha           | Česko              | O2 arena                       |
| 25. května 2010 | Leipzig         | Německo            | Arena Leipzig                  |
| 26. května 2010 | Berlín          | Německo            | Mercedes-Benz Arena            |
| 28. května 2010 | Budapešť        | Maďarsko           | Papp László Sportaréna         |
| 29. května 2010 | Bratislava      | Slovensko          | Štadión Pasienky               |
| 31. května 2010 | Hamburk         | Německo            | O2 World                       |
| 1. června 2010  | Oberhausen      | Německo            | König Pilsener Arena           |
| 3. června 2010  | Nürburgring     | Německo            | Rock am Ring                   |
| 5. června 2010  | Norimberk       | Německo            | Rock am Ring                   |
| 8. června 2010  | Trondheim       | Norsko             | Lerkendal Stadion              |
| 10. června 2010 | Tampere         | Finsko             | Sauna Open Air Metal Festival  |
| 12. června 2010 | Stockholm       | Švédsko            | Olympiastadion                 |
| 13. června 2010 | Malmö           | Švédsko            | Malmö Stadion                  |
| 14. června 2010 | Oslo            | Norsko             | Vallhall Arena                 |
| 16. června 2010 | Aalborg         | Dánsko             | Gigantium                      |
| 18. června 2010 | Arnhem          | Nizozemsko         | GelreDome                      |
| 20. června 2010 | Clisson         | Francie            | Hellfest                       |
| 22. června 2010 | Madrid          | Španělsko          | Palacio de Deportes            |
| 24. června 2010 | Barcelona       | Španělsko          | Palau Sant Jordi               |
| 25. června 2010 | Vitoria-Gasteiz | Španělsko          | Azkena Rock Festival           |
| 27. června 2010 | Dessel          | Belgie             | Graspop Metal Meeting Festival |